# Gabriela Tomášeková
Gabriela Tomášeková est une joueuse slovaque de volley-ball née le 20 septembre 1983 à Bratislava. Elle mesure 1,85 m et joue au poste de centrale.

## Clubs
| Club                   | De        | À         |
| ---------------------- | --------- | --------- |
| Slávia UK              | 1996-1997 | 2003-2004 |
| Muszynianka Muszyna    | 2004-2005 | 2004-2005 |
| KPSK Stal Mielec       | 2005-2006 | 2005-2006 |
| SVS Post Schwechat     | 2006-2007 | 2007-2008 |
| VK Modřanská Prostějov | 2008-2009 | 2010-2011 |
| SK UP Olomouc          | 2013-2014 | 2013-2014 |
| Volejbal Přerov        | 2015-2016 | 2015-2016 |
| VK Prostějov           | 2017-2018 | …         |

## Palmarès
- Championnat de Slovaquie (7)
  - Vainqueur : 1998, 1999, 2000, 2001, 2002, 2003, 2004
  - Finaliste : 1997
- Coupe de Slovaquie
  - Vainqueur : 2003, 2004
- Championnat d'Autriche
  - Vainqueur : 2007, 2008
- Championnat de République tchèque
  - Vainqueur : 2009, 2010, 2011, 2018.
  - Finaliste : 2019.
- Coupe de République tchèque
  - Vainqueur : 2009, 2010, 2011, 2018.
  - Finaliste : 2019.